# Parti vert écossais
Le Parti vert écossais (en anglais : Scottish Green Party et en gaélique écossais : Pàrtaidh Uaine na h-Alba) est le parti écologiste écossais et est membre à part entière du Parti vert européen. Jusqu'en 1990, il faisait partie intégrante de l'ancien Parti vert britannique. Puis il devint un parti séparé du Parti vert de l'Angleterre et du pays de Galles. Cette séparation se fit à l'amiable : les écologistes sont favorables à la décentralisation. En conséquence, le Parti vert écossais est en faveur de l'indépendance de l'Écosse.
Le parti est dirigé par Patrick Harvie et Lorna Slater depuis le 1er août 2019.

## Histoire
Le Parti vert écossais bénéficie du fait de la part de représentation proportionnelle lors de l'élection du Parlement écossais en plus des sièges acquis au scrutin uninominal majoritaire à un tour, pour obtenir dès les premières élections en 1999 une représentation parlementaire.
Lors des élections du 1er mai 2003, le Parti vert écossais ajouta six nouveaux députés à son précédent total. Depuis les élections en 2007, le parti est stable avec deux sièges.
À la suite des élections parlementaires de 2007, les Verts écossais apportent leur appui parlementaire au SNP. L'accord entre les deux partis a pour but de réduire les émanations de gaz à effet de serre et la production de déchets polluants, de s’opposer à la construction de nouvelles centrales nucléaires et de soutenir la cause de l’indépendance écossaise. Le Vert Patrick Harvie est nommé président de la commission chargée des transports, des infrastructures et du changement climatique en mai 2007.
S'étant engagé en faveur du Oui lors du référendum sur l'indépendance de l'Écosse, le Parti vert écossais enregistre, comme le Parti national écossais mais dans une moindre mesure, un nombre d'adhésion en hausse après le refus du référendum. Le nombre d'adhésion a augmenté de 3 000 membres en quatre jours pour s'établir à plus de 6 000 membres une semaine plus tard.
À la suite des élections parlementaires de 2016, les Verts, représentés par six députés, peuvent jouer un rôle d’arbitres au Parlement, le SNP ayant perdu sa majorité absolue.
En 2016, le Parti vert écossais appelle au maintien du Royaume-Uni dans l'Union européenne lors du référendum sur le « Brexit ».

## Résultats électoraux

### Élections générales britanniques
| Année | %   | Sièges |
| ----- | --- | ------ |
| 2001  | 0,2 | 0 / 72 |
| 2005  | 1,1 | 0 / 59 |
| 2010  | 0,7 | 0 / 59 |
| 2015  | 1,3 | 0 / 59 |
| 2017  | 0,2 | 0 / 59 |
| 2019  | 1,0 | 0 / 59 |

### Élections parlementaires écossaises
| Année | Circonscriptions | Circonscriptions | Circonscriptions | Régions | Régions | Régions | Rang | Total des sièges | Gouvernement                                             |
| Année | Voix             | %                | Sièges           | Voix    | %       | Sièges  | Rang | Total des sièges | Gouvernement                                             |
| ----- | ---------------- | ---------------- | ---------------- | ------- | ------- | ------- | ---- | ---------------- | -------------------------------------------------------- |
| 1999  | -                | -                | 0 / 73           | 84 024  | 3,6     | 1 / 56  | 5e   | 1 / 129          | Opposition                                               |
| 2003  | -                | -                | 0 / 73           | 132 138 | 6,9     | 7 / 56  | 5e   | 7 / 129          | Opposition                                               |
| 2007  | 2 971            | 0,2              | 0 / 73           | 82 584  | 4,0     | 2 / 56  | 5e   | 2 / 129          | Soutien parlementaire                                    |
| 2011  | -                | -                | 0 / 73           | 87 060  | 4,4     | 2 / 56  | 5e   | 2 / 129          | Opposition                                               |
| 2016  | 13 172           | 0,6              | 0 / 73           | 150 426 | 6,6     | 6 / 56  | 4e   | 6 / 129          | Opposition                                               |
| 2021  | 34 990           | 1,3              | 0 / 73           | 220 324 | 8,1     | 8 / 56  | 4e   | 8 / 129          | Soutien parlementaire puis participation puis opposition |

### Élections européennes
| Année | %   | Sièges |
| ----- | --- | ------ |
| 1999  | 5,8 | 0 / 8  |
| 2004  | 6,8 | 0 / 7  |
| 2009  | 7,3 | 0 / 6  |
| 2014  | 8,1 | 0 / 6  |
| 2019  | 8,3 | 0 / 6  |